# 純平、考え直せ
『純平、考え直せ』（じゅんぺい かんがえなおせ）は、奥田英朗による日本の小説、およびそれを原作とした日本映画。
『小説宝石』2009年9月号から2010年8月号に連載され、2011年1月19日に単行本が出版された。

## あらすじ
歌舞伎町を縄張りとする21歳のヤクザである主人公純平。ある日対立する組の幹部の殺害(いわゆる鉄砲玉)を命じられるが、それをある女に漏らしてしまったことからネットに晒され一騒動が起こる。決行期限は3日。言われるがままに鉄砲玉になるのか、それとも…。純平と彼を取り巻く人々との3日間の物語。

## 書籍情報
- 光文社 ISBN 978-4-334-92741-7（2011年1月19日）
- 光文社文庫 ISBN 978-4-334-76662-7（2013年12月5日）

## 映画
森岡利行監督により2018年に映画化。主演は野村周平と柳ゆり菜。第42回モントリオール世界映画祭出品作。

### キャスト
- 坂本純平：野村周平
- 山本加奈：柳ゆり菜
- 北島敬介：毎熊克哉
- 白神祐：岡山天音
- ゴロー：佐野岳
- 西尾圭三郎：下條アトム
- 早田義則：大谷亮介
- 安藤和人：戸塚純貴
- 伊崎勝次：向野章太郎
- 高橋幸作：中原和宏
- リサ：森田涼花
- 安田正平：佐藤祐基
- キャサリン：日向寺雅人
- 西田なつみ：木下愛華
- 草太郎：藤原季節
- 坂本よしの：片岡礼子
- 水谷栄一郎：二階堂智
- まな：やしろ優

ほか

### スタッフ
- 監督：森岡利行
- 原作：奥田英朗『純平、考え直せ』（光文社文庫刊）
- 脚本：角田ルミ、木村暉、吉川菜美
- 音楽：原田智英
- 主題歌：the pillows「眩しい闇のメロディー」（DELICIOUS LABEL）
- 製作：坂本敏明、川村英己
- エグゼクティブプロデューサー：山口幸彦
- プロデューサー：梅川治男
- ラインプロデューサー：大日方教史
- 撮影：釘宮慎治
- 照明：田辺浩
- 録音：山口満大
- 美術プロデューサー：津留啓亮
- 装飾：佐々木健一
- 編集：渡辺直樹
- 音響効果：渋谷圭介
- スタイリスト：村上利香
- ヘアメイク：宮内三千代
- キャスティング：細川久美子
- VFX：高橋良明
- 助監督：吉田亮
- 制作担当：高瀬博行
- AP：中村裕美
- 宣伝プロデューサー：篠友子
- 助成：文化庁文化芸術振興費補助金
- 配給：アークエンタテインメント
- 製作プロダクション：ステューディオスリー
- 制作協力：ストレイドッグプロモーション
- 製作：「純平、考え直せ」フィルムパートナーズ（キングレコード、アークエンタテインメント）

## 舞台
2024年2月21日から25日まで、東京・新宿シアタートップスにて上演予定。

### キャスト
- 坂本純平 - 長谷川幹
- 本郷柚巴、下野由貴、布施紀行、下塚恭平、石田太一、西家貴絵、森岡里世、有賀零、田代菜摘、渡部純平、新山航希、山田奈保、小森健人、松原もか、小野川隼人、今川健吾、萩原涼、那波隆史、中原和宏

### スタッフ
- 原作 - 奥田英朗『純平、考え直せ』（光文社文庫刊）
- 脚本・演出 - 森岡利行
- プロデューサー - 今森仁美
- アソシエイトプロデューサー - 加治潤一
- 舞台美術 - 加藤ちか
- 照明 - 仲光和樹（E-FLAT）
- 音響 - toneveil
- 舞台監督 - 齊藤樹一郎
- 演出助手 - 森岡里世
- 制作 - 堤佐保